# Longicrusavis houi
Longicrusavis houi — вимерлий вид птахів, що існував у ранній крейді на території Східної Азії. Скам'янілість знайдена у пластах формації Їксян у провінції Ляонін у Китаї. Назва роду перекладається як "довгогомілковий птах". Голотип PKUP V 1069 складається з майже повного скелета, що відбився на сланцевії плиті. Це скелет дорослої особини з відбитком пір'я навколо голови та верхніх кінцівок. Нижні кінцівки були дуже довгими та призначені для життя серед боліт.